# ديادم

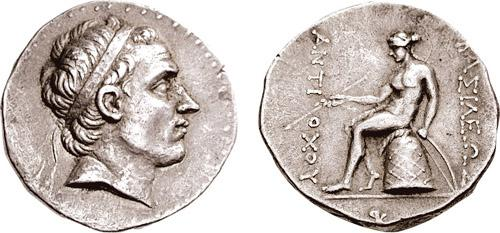
عملة تظهر صورة الملك السلوقي أنطيوخوس الثالث مرتدياً تاجاً من نمط ديادم على رأسه.

ديادم (diadem) هو نوع من أنواع التيجان على شكل طوق يوضع على رأس الملوك وأفراد الأسرة الحاكمة في الممالك. يشتق الاسم من اللفظ الإغريقي διάδημα (دياديما) بمعنى عصابة الرأس.
كانت تيجان الديادم في البداية عبارة عن عصبة حريرية بيضاء تنتهي بعقدة ذات أنشوطة لها شريطتين تسدلان عادة على الكتف. وكانت توضع على رؤوس الملوك بالإضافة إلى تكريم الشخصيات ذات الإنجازات في الممالك. بعد تطور صنعة التعدين أصبحت التيجان تصنع لاحقاً من الفلزات الثمينة كالذهب والفضة، حيث كانت الديادم تضاف إليها أحياناً بشكل يحيط بها. على سبيل المثال، كان الكلت يضعون صفيحة رقيقة شبه بيضوية من الذهب كديادم على الرأس، وكانوا يسمونه مايند (لغة أيرلندية قديمة).
عثر على نماذج قديمة من الديادم في مصر القديمة واختلف طرازها وصنعها من الأقمشة البسيطة إلى الأنواع المعدنية المشغولة بشكل معقد؛ كما عثر على نماذج مشابهة في منطقة بحر إيجة.

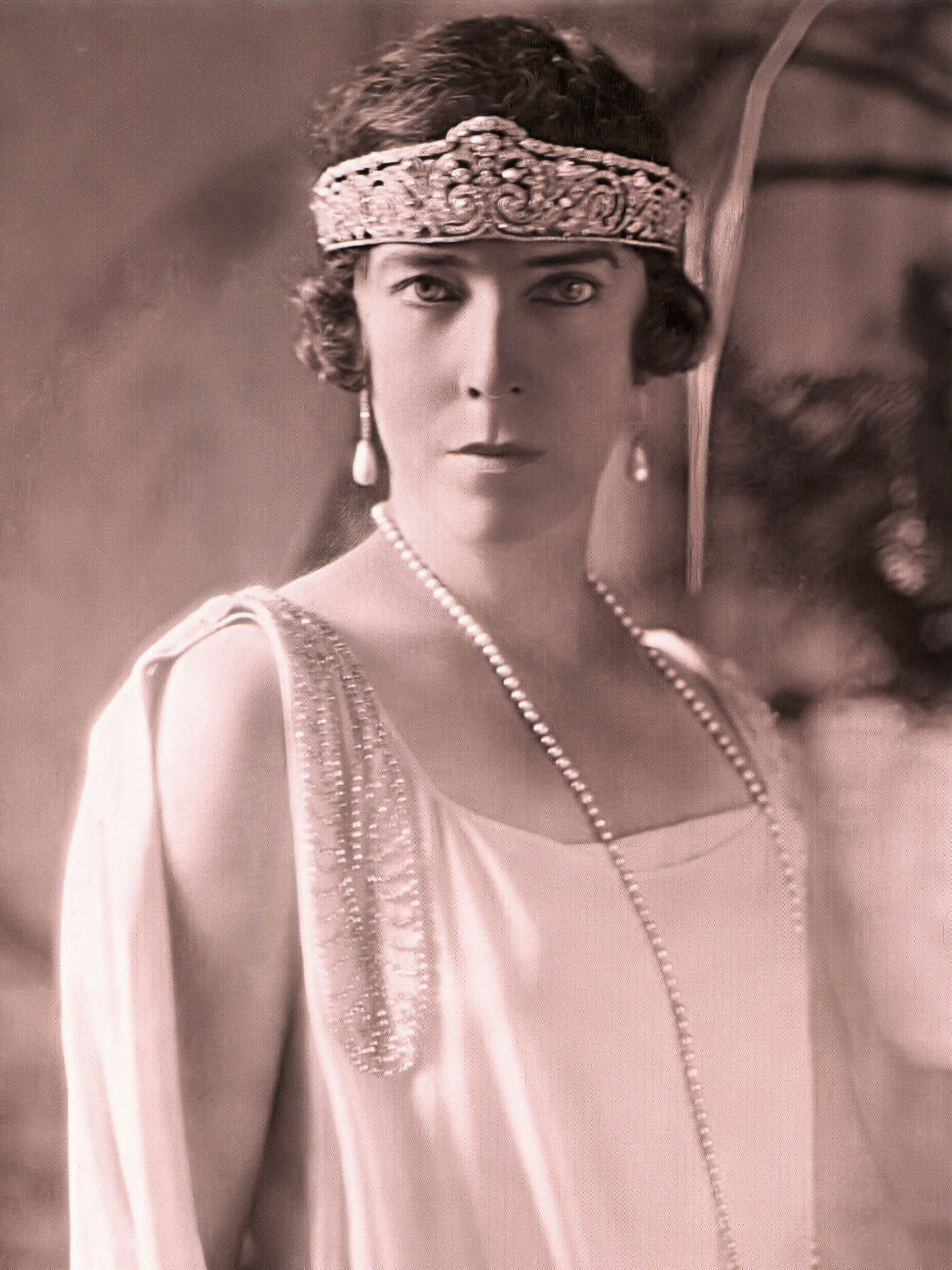
إليزابيث ملكة بلجيكا مرتدية ديادم في صورة تعود إلى سنة 1920.

## اقرأ أيضاً
- تاج
- تاج مرصع (تيرة)
- صولجان